# Ligapokal
De Ligapokal was een Duitse bekercompetitie voor voetbalclubs.
De Ligapokal, ook wel DFB-Ligapokal genoemd, is in 1997 ingevoerd als opvolger van de Duitse DFB-Supercup, waar van 1987 tot en met 1996 om werd gevoetbald door de winnaars van de Duitse voetbalcompetitie en de DFB-Pokal. Eerder werd in het seizoen 1972/1973 eenmaal gevoetbald om de Ligapokal.
De opzet van de Ligapokal is anders dan de eerdere supercup. Om de Ligapokal werd door de zes beste clubs van het afgelopen seizoen gespeeld, normaliter waren dat de eerste 5 van de competitie en de winnaar van de beker, de DFB-Pokal. Omdat de strijd om de Ligapokal al in het begin van het seizoen werd gestreden, deden teams die geplaatst waren voor de Intertoto niet mee aan de Ligapokal.
Er werd gespeeld in een knock-outsysteem, waarbij de winnaars van de competitie en de beker in de halve finale instromen; van de andere 4 teams waren dan al 2 teams afgevallen. Als er na de reguliere speeltijd geen beslissing viel, dan werd een penaltyserie afgewerkt.
In 2008 werd er geen Ligapokaltoernooi gespeeld, maar werd een niet officiële Supercup wedstrijd gespeeld. Op 10 november 2009 werd bekendgemaakt dat in 2010 weer jaarlijks om de Supercup wordt gespeeld.

## Winnaars
- 6 juni 1973: Hamburger SV (4:0 tegen Borussia Mönchengladbach)
- 26 juli 1997: FC Bayern München (2:0 tegen VfB Stuttgart)
- 8 augustus 1998: FC Bayern München (4:0 tegen VfB Stuttgart)
- 17 juli 1999: FC Bayern München (2:1 tegen Werder Bremen)
- 1 augustus 2000: FC Bayern München (5:1 tegen Hertha BSC Berlin)
- 21 juli 2001: Hertha BSC Berlin (4:1 tegen FC Schalke 04)
- 1 augustus 2002: Hertha BSC Berlin (4:1 tegen FC Schalke 04)
- 28 juli 2003: Hamburger SV (4:2 tegen Borussia Dortmund)
- 2 augustus 2004: FC Bayern München (3:2 tegen Werder Bremen)
- 2 augustus 2005: FC Schalke 04 (1:0 tegen VfB Stuttgart)
- 5 augustus 2006: SV Werder Bremen (1:0 tegen FC Bayern München)
- 28 juli 2007: Bayern München (1:0 tegen FC Schalke 04)
- 2008 - heden: wordt niet gehouden.

Betaald voetbal: Bundesliga · 2. Bundesliga · 3. Liga · Regionalliga Nord · Regionalliga Nordost · Regionalliga West ·  Regionalliga Südwest · Regionalliga Bayern

Bekervoetbal: DFB-Pokal · Ligapokal · DFB-Supercup · DFB Hallen Pokal

Amateurvoetbal · Duitse voetbalbond · Nationaal elftal · Bondscoaches